# Hartungs
Hartungs ist ein Gemeindeteil der Gemeinde Leupoldsgrün im Landkreis Hof (Oberfranken, Bayern).
Das Dorf liegt in der südlichen Verlängerung von Leupoldsgrün und Rohrsteig, 1,3 km von Leupoldsgrün entfernt. Die Straße führt weiter in Richtung Almbranz. Das größte Anwesen ist ein herrschaftlicher Gutshof. Daneben befinden sich die unscheinbaren Spuren des Turmhügels Hartungs.